# Brzezienko (jezioro)
Brzezienko, nazywane też: Brzeźno Małe lub Brzezinek – jezioro w Polsce w województwie warmińsko-mazurskim, w powiecie olsztyńskim, w gminie Olsztynek.

## Położenie
Według regionalizacji fizycznogeograficznej Polski jezioro leży na Równinie Olsztynka, stanowiącej część makroregionu Pojezierza Mazurskiego. Natomiast według regionalizacji przyrodniczo-leśnej – w mezoregionie Puszcz Mazurskich, w dorzeczu Łyna–Pregoła. Łyna wpada do jeziora od południa od strony jeziora Krzyżewko, a odpływ na północy przechodzi w jezioro Brzeżno.
Brzegi są niskie i płaskie, w większości podmokłe.
Zbiornik wodny według typologii rybackiej jezior zalicza się do linowo-szczupakowych.
Jezioro leży na terenie obwodu rybackiego rzeki Łyna – nr 2.

## Morfometria
Według danych Instytutu Rybactwa Śródlądowego powierzchnia zwierciadła wody jeziora wynosi 8,5 ha. Średnia głębokość zbiornika wodnego to 1,7 m, a maksymalna – 4,1 m. Lustro wody znajduje się na wysokości 126,4 m n.p.m. Objętość jeziora wynosi 146,3 tys. m³. Maksymalna długość jeziora to 425 m, a szerokość 270 m. Długość linii brzegowej wynosi 1200 m.
Inne dane uzyskano natomiast poprzez planimetrię jeziora na mapach w skali 1:50 000 według Państwowego Układu Współrzędnych 1965, zgodnie z poziomem odniesienia Kronsztadt. Otrzymana w ten sposób powierzchnia zbiornika wodnego to 7,5 ha.